# Auguste (1741)
Pour les articles homonymes, voir Auguste (homonymie).
L'Auguste était un navire de ligne de 50 canons de la marine française. Capturé par le HMS Portland le 9 février 1746 pendant la guerre de Succession d'Autriche, il a été mis au service de la Royal Navy en tant que HMS Portland's Prize.